# Ryan Lorthridge
Ryan Burnell Lorthridge (Nashville, 27. srpnja 1972.) je bivši američki košarkaš. Igrao je na mjestu organizatora igre. Visine je 194 cm. Igrao je u Euroligi sezone 1998./99. za francuski Pau Orthez iz Paua.
Igrao je američku sveučilišnu košarku za momčad Jackson State Tigers. Igrao je u NBA, u Golden State Warriorsima i u CBA u Rockford Lightningu,  Florida Beach Dogsima, u IBL-u u Trenton Shooting Starsima i Gary Steelheadsima, po Europi, Meksiku i dr.